# Kazakhstan Future Series
Die Kazakhstan Future Series ist neben den höherrangigen Kazakhstan International eine offene internationale Meisterschaft von Kasachstan im Badminton. Das Turnier wurde erstmals im Jahr 2023 ausgetragen.

## Die Sieger
| Saison | Herreneinzel      | Dameneinzel       | Herrendoppel                     | Damendoppel                  | Mixed                         |
| ------ | ----------------- | ----------------- | -------------------------------- | ---------------------------- | ----------------------------- |
| 2023   | Dmitriy Panarin   | Jiya Rawat        | Solomon Padiz Julius Villabrille | Nethania Irawan Fuyu Iwasaki | Maxim Grinblat Anna Kirillova |
| 2024   | nicht ausgetragen | nicht ausgetragen | nicht ausgetragen                | nicht ausgetragen            | nicht ausgetragen             |